# Maria José Marques da Silva
Maria José Marques da Silva (née à Porto en 1914 et décédée à Porto en 1996) est une architecte portugaise. Elle conçoit des bâtiments dans sa ville natale de Porto. En 1943, elle devient la première femme à obtenir un diplôme d'architecte de l'École des beaux-arts de Porto.

## Biographie

### Jeunesse et formation

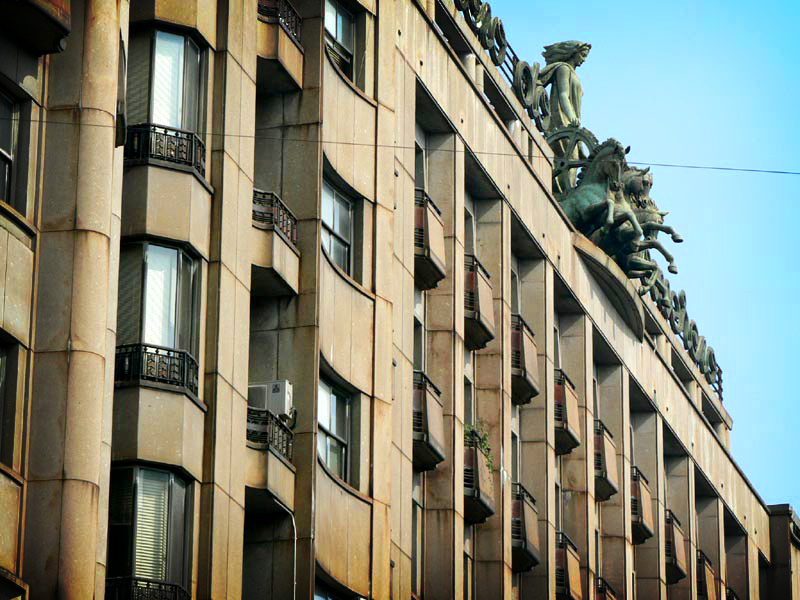
Palácio do Comércio à Porto, conçu par Maria José Marques da Silva et David Moreira da Silva.

Maria José Marques da Silva naît dans une famille d'architectes, elle est la fille de José Marques da Silva, un architecte réputé à Porto. Elle fait des études à l'École des beaux-arts de Porto et, en 1943, elle devient la première femme à obtenir un diplôme d'architecte au Portugal et la première femme architecte syndiquée.

### Carrière

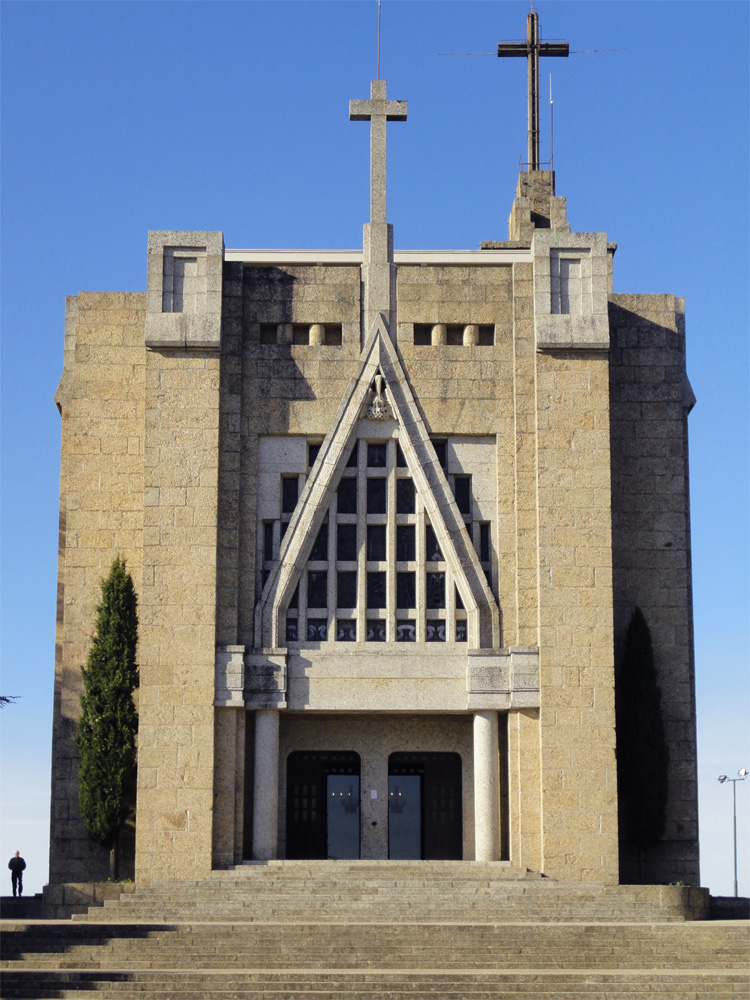
Le sanctuaire de Penha, Guimarães.

Maria José Marques da Silva ouvre sa propre entreprise avec l'aide de son mari, l'architecte, David Moreira da Silva. Ensemble, ils conçoivent un certain nombre de bâtiments et participant à l'urbanisme de la ville de Porto. 
Leurs principaux projets incluent le Palácio do Comércio (1946), le Trabalho e Reforma (1953) et les bâtiments Torre Miradouro (1969) à Porto. Ils conçoivent aussi un nouveau bâtiment pour la Sociedade Martins Sarmento, le sanctuaire de Penha et l'église São Torcato, tous les trois à Guimarães. Ils sont aussi à l'origine d'un bâtiment Rua Barjona de Freitas à Barcelos et effectue plusieurs missions de construction d'églises.
Dans les années 1970, le couple se tourne vers l'agriculture à Barcelos, Maria José Marques da Silva continue à participer à la gestion de l'Association des architectes portugais et organise le 40e Congrès en 1986. 

### Fin de vie
Dans son testament, Maria José Marques da Silva prévoit le financement de l'Université de Porto pour la création de l'Institut José Marques da Silva. Elle décède à Porto le 13 mai 1996.

## Reconnaissance
Maria José Marques da Silva joue un rôle important dans la diffusion du travail de son père. 
Elle supervise notamment la fin de la construction du Monument aux Héros de la Guerre de la Péninsule, également connu sous le nom de Monument Boavista, à Porto, conçu par son père en 1909, retardé par deux guerres mondiales, achevé en 1951 et finalement dévoilé en 1952.
En 1996, l'Université de Porto fonde l'Institut José Marques da Silva, et en juillet 2009, la décision a été prise de transformer le lieu en une fondation privée, l'Architect Marques da Silva Foundation Institute, dont la mission est de promouvoir le patrimoine culturel, pédagogique et artistique de José Marques da Silva et de Maria José Marques da Silva, dans le contexte de leurs époques et en relation avec la culture moderne. 